# Horst Baeseler
Horst Baeseler (* 10. März 1930 in Dresden; † 20. September 2004 in Berlin) war ein deutscher Architekt. Er gehörte als Schüler von Reinhold Lingner zu den maßgebenden Garten- und Landschaftsplanern der DDR.

## Leben
Der Sohn eines Drogisten Horst Baeseler besuchte bis Mitte Februar 1945 das König-Georg-Gymnasium in Dresden. Mit der Zerstörung des Schulgebäudes bei einem Luftangriff endete die schulische Ausbildung Baeselers. Nach Kriegsende bis 1948 machte er eine Ausbildung in der Baumschule Hauber in Dresden-Tolkewitz und begann 1949 in einer Stauden-Gärtnerei zu arbeiten. Bis 1951 absolvierte er mit Johann Greiner eine Ausbildung zum Gärtner in der Fachschule für Gartenbau in Pillnitz. 1951 nahm er an einem Maschinenlehrgang für Gärtner in Quedlinburg teil.
Von 1951 bis 1991 war Baeseler auf Vermittlung von Johann Greiner Angestellter bei der Bauakademie der DDR (DBA) und war dort bis 1955 Mitarbeiter von Reinhold Lingner. Beide waren 1951/52 an der Landschaftsplanung für die Pionierrepublik Wilhelm Pieck in Altenhof/Werbellinsee und 1952 am Projekt „Kultur- und Sportpark Stalinstadt“ im späteren Eisenhüttenstadt beteiligt. Von 1952 bis 1955 absolvierte Baeseler ein Gartenbauingenieurstudium an der Humboldt-Universität Berlin und wurde Ingenieur für Landschaftsplanung.
1981 war Baeseler an Entwicklungshilfeprojekten der DDR in Mosambik beteiligt. Von 1991 bis 1996 war er Mitarbeiter des Instituts für Regionalentwicklung und Strukturplanung in Erkner. Baeseler starb 2004 in Berlin.

## Ehrungen
- 1976 Karl-Friedrich-Schinkel-Medaille
- 1977 Plakette der Bauakademie der DDR

## Werke
- Horst Baeseler: Campingplätze – Grundsätze und Richtwerte. Berlin 1976.
- Horst Baeseler und W. Rietdorf: Freizeitanlagen. Berlin 1979.
- Horst Baeseler (Hrsg.): Spielanlagen für Kinder u. Jugendliche. Berlin 1979.
- Horst Baeseler: Gestaltung von Freiräumen in Wohnbereichen. In: Architektur der DDR, Berlin 1980.
- Horst Baeseler und W. Rietdorf: Im Flug über die DDR. Leipzig 1983.
- Horst Baeseler: Kennzeichen und Richtwerte. Eine Betrachtung zu langjährigen Arbeiten von Prof. Dr.-Ing. Johann Greiner. In: Freiraum komplex, Berlin 2003.